# Проїзд Калиновий Ріг
Прої́зд Кали́новий Ріг — вулиця в Оболонському районі міста Києва, котеджний комплекс «Італійський квартал». Пролягає від Редьчинської вулиці до вулиці Калиновий Ріг.

## Історія
Виникла у першій половині 2010-х років як вулиця без назви. Сучасна назва — з 2014 року, на честь урочища Калиновий Ріг, розташованого неподалік.